# Junkernhof (Gemünden (Wohra))
Der Junkernhof ist ein aus dem Beginn des 17. Jahrhunderts stammendes ehemaliges Herrenhaus in Gemünden (Wohra) im nordhessischen Landkreis Waldeck-Frankenberg. Er befindet sich auf 255 m Höhe im Zentrum des historischen Ortskerns unmittelbar nördlich der Kirche. Das Gebäude ist neben der Kirche und einem Fachwerkhaus (Steinweg 25) der älteste erhaltene Bau in der Stadt und ist als Kulturdenkmal ausgewiesen.

## Der Bau
Zum mittelalterlichen Aussehen des Baus ist nichts überliefert. Das giebelseitig an der Katzbachstraße 4 gelegene Haus hat zwei verputzte, massiv gemauerte Geschosse aus dem späten 16. Jahrhundert über einem tonnengewölbten Keller, mit Stilelementen der Renaissance an den Zwillingsfenstern mit ihren profilierten Rahmen. Darüber erhebt sich ein beim Umbau etwa 1601/02 errichtetes Fachwerkgeschoss, heute vollständig verkleidet, mit Satteldach. Laut historischen Beschreibungen soll das Quergebälk im Fachwerk mit Zahnschnitt- und Seilornamenten versehen sein.
Der ursprüngliche hofseitige Zugang an der Westseite erfolgte durch ein rundbogiges Renaissanceportal, heute zugemauert, dessen ionische Pilaster den Architrav tragen. Darüber befindet sich das Allianzwappen des Carl Clauer, der 1628 bis 1638 einer der Obervorsteher der vier hohen Hospitäler Hessens war, und seiner Ehefrau Helena geb. Schenk zu Schweinsberg, das anlässlich ihrer Hochzeit im Jahre 1601 beim Umbau des Gebäudes angebracht wurde.

## Geschichte

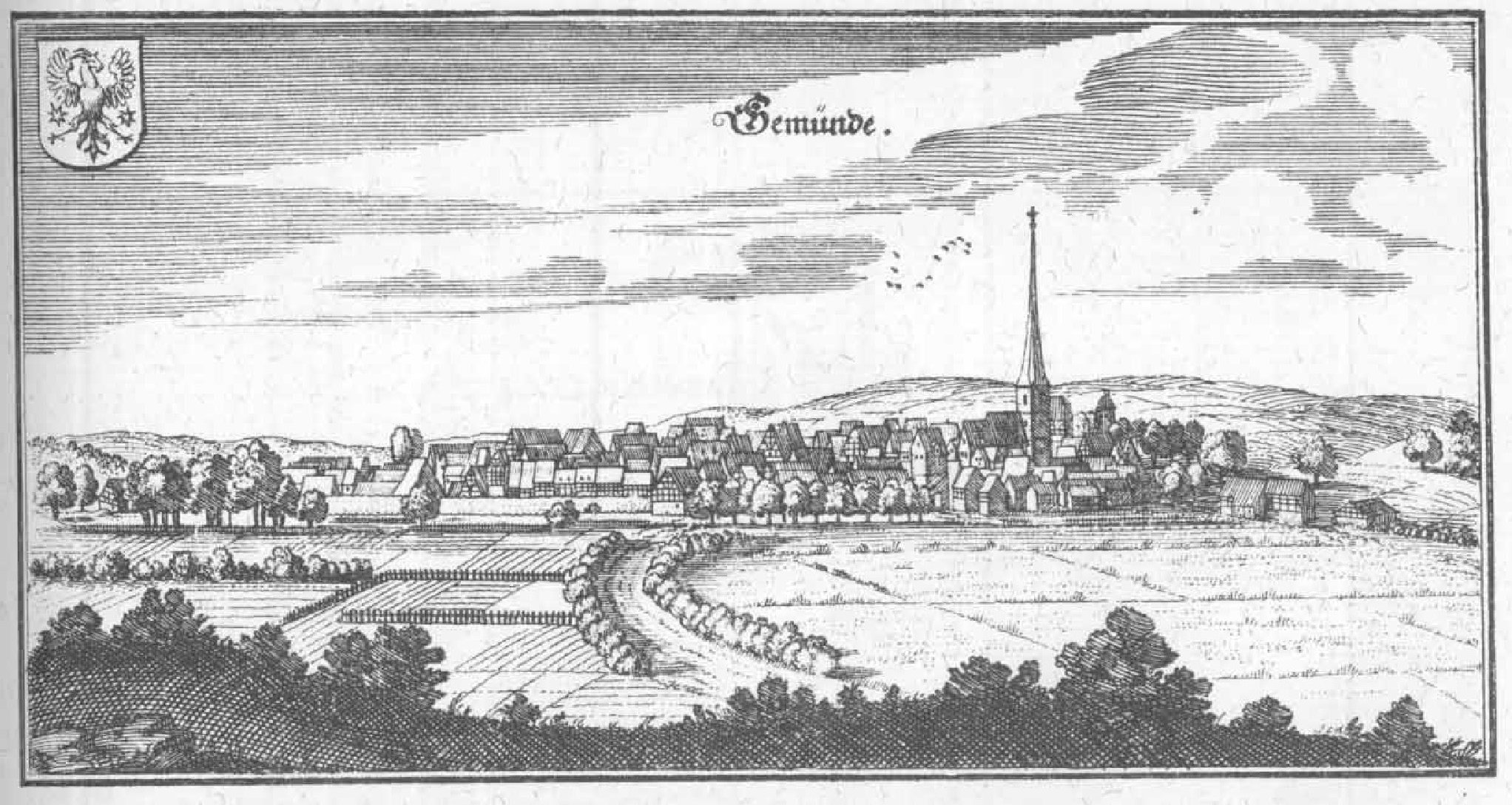
Der Ort vor 1655 auf einem Merian-Stich

Der Junkernhof steht auf dem Gelände eines im Jahre 1266 erstmals urkundlich erwähnten Burgsitzes, den die Herren von Linsingen von den Grafen von Ziegenhain zu Lehen besaßen. Ludwig von Linsingen trug am 13. November 1266 den dortigen Hof sowie alle seine Güter bei Gemünden, das dortige Kirchenpatronat und die zum Hof gehörige sogenannte Mittelmühle dem Grafen Gottfried V. zu Lehen auf und dieser befreite daraufhin den Hof von allen Lasten und Abgaben. Im Jahr 1341 verkaufte Ludwig von Linsingen den Hof an seinen Bruder Thile, der ab 1357 Pfarrer in Gemünden war. 1359 verkauften der Ritter Konrad von Linsingen, sein Sohn Dietrich und seine Tochter Irmtraud den Hof für 900 Schilling Turnosen an den Grafen Gottfried VII. von Ziegenhain. 1382 verpfändete ihn Gottfried VIII. von Ziegenhain mit dem gesamten Amt Gemünden für 200 Gulden zurück an Godebrecht von Linsingen und dessen Ehefrau Jutta.
Die Ziegenhainer Grafen – ob Gottfried VIII. († 1394), sein Sohn und Nachfolger Engelbert III. († 1401) oder erst dessen Bruder Johann II. († 1450) – lösten das Pfand offenbar wieder ein, denn 1446 wurde Johann Clauer († 1494) von Graf Johann II. u. a. mit dem Burgsitz in Gemünden belehnt, den auch seine verstorbenen Eltern schon innegehabt hatten. In der Tat ist ein Ditmar Klaur (Clure) bereits im Jahre 1365 als einer der Burgmannen zu Gemünden beurkundet, und am 27. Oktober 1362 wurde der Wappner Ludwig Klauer (Kluoere) von Graf Gottfried VII. mit einem Gut in Gemünden belehnt. Auch nachdem die Grafschaft Ziegenhain mit dem Tod des Grafen Johann II. im Jahre 1450 an die Landgrafschaft Hessen gefallen war, blieb der Junkernhof im Besitz der Familie Clauer. 1490 erhielt Johann Clauer „der Ältere“ das Lehen von dem in Marburg residierenden Landgrafen Wilhelm III. († 1500) von Oberhessen erneuert, obwohl auch die Familie von Linsingen noch Besitzansprüche geltend machte. Dieses Mann- und Burglehen, das neben dem Burgsitz in Gemünden auch einen auf der Burg Schönstein sowie die Mittelmühle bei Gemünden und vier Hufen Land in Schönau umfasste, wurde 1501 von Landgraf Wilhelm II., der Ober- und Niederhessen wieder in einer Hand vereinigt hatte, ebenfalls erneuert. Der Hof, zu dem mehrere Wirtschaftsgebäude gehörten, blieb danach nahezu weitere 150 Jahre im Besitz der Clauer zu Wohra. Im späten 16. Jahrhundert wurde die beiden noch heute erhaltenen steinernen Untergeschosse erbaut, wahrscheinlich durch Johann den Jüngeren. Dessen Enkel Carl ließ das Haus 1601/02 umbauen und dabei das Fachwerkobergeschoss aufsetzen.
Spätestens 1649 erscheint dann Jakob von Hoff (1598–1670), landgräflich Hessen-Kasseler Hofmeister (Prinzenerzieher), als Besitzer des Hofes. Er hatte 1643 Guda Magdalena, eine Tochter von Carl und Helena Clauer, geheiratet und wurde von der Kasseler Regentin Amalia Elisabeth mit dem Burgsitz belehnt. Allerdings kam es dabei noch zu erheblichen Auseinandersetzungen mit mehreren Gläubigern Carl Clauers; erst im Februar 1654, nachdem Carls Sohn Johann Bernhard ihnen die väterlichen Erbgüter in Gemünden übereignet und Jakob von Hoff ihnen die Schulden Carl Clauers beglichen hatte, traten die Gläubiger diese Güter an Jakob von Hoff ab. Jakobs Sohn Wilhelm (1644–1689) beerbte ihn. Dessen 1671 geschlossener Ehe mit Johanna Dorothea von Schwertzell zu Willingshausen († 1696) entstammte u. a. die Tochter Katherina Wilhelmina, die – wohl im Jahre 1708 – Carl von Hattenbach († 1739) heiratete. Als Heiratsgut kam der Junkernhof dadurch in den Besitz Carls von Hattenbach, der zum Generalleutnant und Gouverneur von Kassel und zuletzt von Ziegenhain aufstieg. Carls jüngste Tochter Wilhelmina Dorothea (1719–1779) heiratete Georg von Schwertzell zu Willingshausen (1697–1758), Hofgerichtsrat zu Marburg, und damit erfolgte ein erneuter Besitzerwechsel.
Im Jahre 1877 verkauften die Schwertzell den Junkernhof und auch die dazugehörigen 60 Hektar Land an Gemündener Bürger. Hermann Matthäi und seine Frau erwarben den Junkernhof und richteten darin die Gastwirtschaft “Zum Junkernhof” mit Brauerei ein. Dazu wurde am südlichen Ende ein nach Westen ausgerichteter Fachwerktrakt angebaut, der im Erdgeschoss eine Scheune und im Obergeschoss einen Festsaal enthielt. Die Gaststätte bestand noch bis 2012. Seitdem dient das Gebäude als Wohnhaus.